# Pentti Styck
Pentti Styck (né le 29 octobre 1930 en Finlande) est un joueur de football finlandais, qui évoluait au poste d'attaquant.
Il est connu pour avoir fini au rang de meilleur buteur du championnat de Finlande lors de la saison 1956 avec 20 buts inscrits.